# Північне товариство
Північне товариство — таємна революційна організація декабристів, що виникла на основі існуючого раніше Союзу благоденства і діяла у Петербурзі (1821 — 1825).

## Історія
Засновниками Північного товариства були: Муравйов Микита Михайлович, Тургенєв Микола Іванович, Лунін Михайло Сергійович, Трубецькой Сергій Петрович і Оболенський Євген Петрович.
У січні 1821 року відбувся з'їзд  Союзу благоденства у Москві на квартирі братів Фонвізиних. На з'їзд приїхали представники Тульчинської та Кишиневської управ. Представник Кишиневської управи Орлов Михайло Федорович виступив з пропозицією негайного військового повстання, а також створення нової таємної крайньо революційної організації величезного розміру. Його пропозиція не була підтримана з'їздом. Після Орлова виступив Граббе Павло Христофорович, який доповів, що про існування товариства відомо уряду. Було вирішено провести фіктивну ліквідацію товариства і організувати нову таємну організацію. Московський з'їзд ухвалив рішення звільнити рух як від нестійких членів, так і від найрадикальніших. Пестеля Павла Івановича та його прихильників о створенні нової організації постановили не повідомляти. Північне товариство виникло на перших порах у вигляді двох співіснуючих груп: перша — група  Микити Муравйова, який написав свій проект програми та статуту нового таємного суспільства в дусі радикальнішому, ніж постанови Московського з'їзду 1821 року. Другою була група  Миколи Тургенєва, що спирався на членів товариства в Ізмайловському полку, вона підтримувала програму Московського з'їзду.
На чолі Північного товариства стояла дума, яка обиралася з трьох чоловік терміном на один рік. Основу організаційної структури становили управи. Основний програмний документ — Конституція, розроблена Муравйовим Микитою Михайловичем, яку підтримували переважно прихильники поміркованої програми. За радикальні перетворення виступали Пущин Іван Іванович, Каховський Петро Григорович, Одоєвський Олександр Іванович, Кюхельбекер Вільгельм Карлович, Якубович Олександр Іванович, Бестужев Михайло Олександрович і Бестужев Микола Олександрович, на яких орієнтувалося Південне товариство(мало свою групу в Петербургу). В 1824 році відбулися зміни в керівництві Північного товариства) Рилєєв Кіндрат Федорович замінив Трубецького Сергія Петровича, Бестужев Олександр Олександрович — Муравйова Микиту Михайловича) відбулося зближення двох товариств і в 1826 року планувався спільний революційний виступ. Смерть  Олександра I спонукала керівників Північного товариства до негайного збройного повстання у  Петербурзі (14 грудня 1825 року). Вони планували під час повстання примусити Сенат оголосити про повалення царської влади і скликати Установчі збори для вирішення питання про форму правління в  Росії і прийняття конституції. Але відсутність чіткої організації, масової підтримки, непослідовність дій деяких членів товариства спричинили поразку першого організованого революційного виступу проти самодержавства і розгром Північного товариства.